# Rumble Through the Dark
Rumble Through the Dark es una película de suspenso y acción estadounidense de 2023 dirigida por Graham Phillips y Parker Phillips, y escrita por Michael Farris Smith, basada en su novela The Fighter. Está protagonizada por Aaron Eckhart y Bella Thorne.

## Reparto
- Aaron Eckhart como Jack Boucher
- Bella Thorne como Annette
- Ritchie Coster como Baron
- Amanda Saunders como Maryann
- Joe Hursley como Skelly
- Mike McColl como Ricky Joe
- Derek Russo como Ax
- Christopher Winchester como Ern
- Marianne Jean-Baptiste como Big Momma Sweet
- Liz Fenning como Curvy Luck
- Ritchie Montgomery como Rhett

## Producción
Aaron Eckhart firmó en junio de 2021 para protagonizar la película. La fotografía principal se llevó a cabo desde finales de julio hasta septiembre de 2021 en Natchez, Misisipi y la región circundante del delta. La producción se detuvo durante dos días debido a las lluvias del Huracán Ida.

## Estreno
Rumble Through the Dark fue lanzado por Lionsgate en formatos digitales y en cines limitados el 3 de noviembre de 2023.